# Боэтьюс, Жан-Поль
Жан-Поль Боэтью́с (нидерл. Jean-Paul Boëtius; род. 22 марта 1994, Роттердам, Южная Голландия) — нидерландский футболист, атакующий полузащитник клуба «Дармштадт 98». Выступал за молодёжную сборную Нидерландов.

## Карьера

### Клубная
Жан-Поль Боэтьюс — воспитанник «Фейеноорда». Дебютировал в главной команде 28 октября 2012 года в матче 10-го тура чемпионата Нидерландов и на 23-й минуте встречи забил гол в ворота «Аякса» с передачи Уэсли Верхука.
По итогам сезона на счету форварда было 4 забитых мяча в 20 сыгранных матчах чемпионата.
В первом для себя матче следующего сезона Боэтьюс вновь отметился голом, на этот раз — в ворота Карла-Юхана Юнссона из НЕКа.
Результативно сыграл нападающий в матче с 15-го тура с ПСВ: кроме забитого гола на счету футболиста оказались 2 голевые передачи на Грациано Пелле.
В матче второго круга с НЕКом Боэтьюс сделал первый в карьере дубль.
По итогам сезона форвард забил 10 голов, а его команда стала вице-чемпионом страны.
3 августа 2015 года Жан-Поль перешёл в швейцарский «Базель», заключив с клубом контракт на четыре года. В сезоне 2016/17 выступал на правах аренды за бельгийский «Генк».

### В сборной
Жан-Поль Боэтьюс выступал за юношеские сборные Нидерландов различных возрастов, начиная с 17-летнего. 5 февраля 2013 года в товарищеском матче с Хорватией нападающий дебютировал в молодёжной сборной, сменив на поле в перерыве встречи Яника Вилдсхута.
Первый гол за «молодёжку» Боэтьюс забил 10 октября 2013 года в отборочном матче к молодёжному чемпионату Европы против сверстников из Грузии.
5 марта 2014 года Жан-Поль Боэтьюс дебютировал в первой сборной Нидерландов (в товарищеском матче с командой Франции).

## Статистика

### Клубная
| Клуб             | Сезон            | Лига | Лига | Кубок | Кубок | Еврокубки | Еврокубки | Итого | Итого |
| Клуб             | Сезон            | Игры | Голы | Игры  | Голы  | Игры      | Голы      | Игры  | Голы  |
| ---------------- | ---------------- | ---- | ---- | ----- | ----- | --------- | --------- | ----- | ----- |
| Фейеноорд        | 2012/13          | 20   | 4    | 2     | 0     | 0         | 0         | 22    | 4     |
| Фейеноорд        | 2013/14          | 29   | 10   | 3     | 1     | 0         | 0         | 32    | 11    |
| Фейеноорд        | 2014/15          | 31   | 4    | 1     | 0     | 8         | 1         | 40    | 5     |
| Итого            | 80               | 18   | 6    | 1     | 8     | 1         | 94        | 20    |       |
| Всего за карьеру | Всего за карьеру | 80   | 18   | 6     | 1     | 8         | 1         | 94    | 20    |

### Международная
| № | Дата         | Соперник | Счёт | Голы Боэтьюса | Турнир            |
| 1 | 5 марта 2014 | Франция  | 0:2  | —             | Товарищеский матч |

Итого: 1 матч / 0 голов; 0 побед, 0 ничьих, 1 поражение.

## Достижения
«Фейеноорд»
- Вице-чемпион Нидерландов: 2013/14
- Обладатель Суперкубка Нидерландов: 2017

«Базель»
- Чемпион Швейцарии: 2015/16